# Candidato independiente
Un candidato independiente, candidato cívico o político independiente es el postulante, usualmente a algún cargo político, que no pertenece a ningún partido político ya existente en el lugar.
Se llama «cívico» por realizar su candidatura al margen de los partidos políticos existentes, puesto que en una democracia los ciudadanos tienen el derecho inherente, universal e inalienable de postularse a los cargos de elección popular. Usualmente no disponen de los medios materiales y personales propagandísticos propios de un partido, ni cuentan con una base de votantes habituales. La posibilidad de presentarse como candidato independiente y las condiciones requeridas para ello dependen de las normas electorales del lugar.
Hay distintas razones por las cuales un político puede presentarse como independiente, entre algunas de ellas podemos encontrar: 
- Los independientes pueden apoyar políticas que difieran de las propuestas por los partidos preexistentes.
- En algunas partes del mundo existe la tradición de votar por independientes, por lo cual afiliarse a un partido es desventajoso.
- En algunos países, como Rusia, es necesaria una cantidad ingente de miembros en más de una región para crear un partido.
- En algunos países, como Kuwait, los partidos políticos están prohibidos.

La circunstancia de haber sido elegido partiendo de una candidatura independientes no les impide la posibilidad de pactar con otros para formar gobierno e incluso a veces la circunstancia de no depender de un partido político les facilita las decisiones que puedan tomar en tal sentido y puede colocarlos en posiciones muy ventajosas por llegar a ser imprescindibles en la formación de alguna mayoría parlamentaria.

## Ejemplos por país

### Argentina
El único y más destacable caso de candidato independiente es el del expresidente Domingo Faustino Sarmiento, que si bien era parte del gobierno liberal-conservador, no pertenecía a ningún partido político puntual. Sarmiento fue ganador de las Elecciones Presidenciales de 1868 en la cuales venció a Justo José de Urquiza (Partido Federal) con 79 votos electorales (el 60.30% de los votos).

### Australia
Candidatos independientes, rara vez han sido elegidos para el Parlamento de Australia, aunque son más comúnmente elegidos para los parlamentos estatales. Un gran número de independientes son exmiembros de alguno de los principales partidos de Australia, el Partido Laborista Australiano, el Partido Liberal de Australia o el Partido Nacional de Australia.
Actualmente, dos independientes se sientan en la Cámara de Representantes de Australia: Cathy McGowan (por Indi), y Andrew Wilkie (por Denison), antiguo miembro del partido Verdes Australianos.
En el Senado de Australia aparece John Madigan (por Victoria, Australia), antiguo miembro del Partido Demócrata Laborista, y Nick Xenophon (por Australia Meridional), quien se ha desempeñado en su cargo desde 2008.

### Canadá
Independiente de los políticos han llevado a cabo una considerable influencia en la Cámara de los Comunes de Canadá en los últimos años Canadá ha sido gobernado por los sucesivos gobiernos de minoría independiente con miembros del Parlamento (diputados) la celebración de la balanza de poder.
En la elección federal de 2004, Chuck Cadman fue elegido para el parlamento federal como diputado independiente en representación de la Columbia Británica a caballo de Surrey Norte. Cadman había representado a caballo que, en nombre del Partido Reformista de Canadá y la Alianza Canadiense, pero después de la Alianza Canadiense se fusionó con el Partido Conservador Progresista de Canadá para formar el nuevo Partido Conservador de Canadá en 2003, Cadman perdió la candidatura para representar a los conservadores Parte en que ir a Jasbir Singh Cheema. Cadman entonces fue en la posterior elección como independiente y derrotó Cheema, así como los candidatos de otras partes de Canadá, por un margen significativo.
En la primavera de 2005, la vinculación Cadman emitidos votar a favor de un presupuesto apoyado por el Partido Liberal del gobierno de Paul Martin, así como el Nuevo Partido Democrático (PND), pero la oposición de conservadores y la oposición Bloque Quebequense.

### Costa Rica
En Costa Rica no es posible de acuerdo a la legislación vigente, que un ciudadano se postule a un cargo de elección popular cómo un independiente sin la representación de un partido político.
En el marco del ordenamiento jurídico vigente, los partidos políticos tienen el monopolio en la nominación de los candidatos a diputados de acuerdo al Código Electoral del Tribunal Supremo de Elecciones.
Sin embargo es posible convertirse en político independiente ya que dicha posibilidad está amparada en el Artículo 25 de la Constitución Política de Costa Rica que garantiza la libertad de asociación por lo que no se le puede obligar a un ciudadano en su ejercicio de puesto político electo a permanecer en un partido político específico y pueden unirse a otra agrupación política. Esta situación es común en cada período legislativo de la Asamblea Legislativa de Costa Rica, en que frecuentemente se declaran diputados independientes, o en el caso de alcaldes de cantones que se separan del partido por el que fueron electos.

### España
En España en las elecciones, sobre todo municipales, suelen aparecer candidaturas de partidos políticos con la denominación de independientes o independiente, es decir, al margen de los grandes partidos. Ejemplos son el GIL, Candidatura Independiente de Centro, Grupo Independiente por Lluís Maria Xirinacs fue elegido senador independiente y formó parte del grupo parlamentario Entesa dels Catalans.
En el ámbito sindical también aparecen sindicatos autodenominados independientes;  es el caso de la Central Sindical Independiente y de Funcionarios.
Sin embargo, en España, no es posible que haya candidatos personales independientes, ni a diputados ni a otros cargos políticos, ya que deben pertenecer a un partido político.
Algunos partidos de ámbito nacional, como Unión de Ciudadanos Independientes, han tratado de superar este inconveniente mediante una apuesta por el municipalismo y la política local.

### Estados Unidos
George Washington se presentó y venció en las elecciones de 1788 como candidato independiente. Ralph Nader se presentó como candidato independiente en las elecciones presidenciales de 2004.
Ross Perot se presentó como candidato independiente a las elecciones de 1992 y 1996. Obtuvo 18% de los votos en 1992.

### Países Bajos
Durante las negociaciones sobre la composición del gabinete de 2023-24, Dick Schoof fue propuesto como Primer ministro de los Países Bajos el 28 de mayo de 2024 por las partes negociadoras PVV, NSC, VVD y BBB
. Esto ocurre después de que Geert Wilders (PVV), líder del partido más grande en la Segunda Cámara, recibiera apoyo insuficiente para convertirse en primer ministro y el exministro del PvdA, Ronald Plasterk, retirara su candidatura. Schoof se presenta entonces como primer ministro independiente, en nombre de los cuatro partidos. Después de 223 días de negociaciones, Schoof presta juramento ante el rey el 2 de julio de 2024.
Los Países Bajos han tenido un primer ministro independiente seis veces antes;
- Gerrit Schimmelpenninck (25 de marzo de 1848 - 17 de mayo de 1848)
- Jacob de Kempenaer (21 de noviembre de 1848 - 1 de noviembre de 1849)
- Justinus van der Brugghen (1 de julio de 1856 - 18 de marzo de 1858)
- Jan Jacob Rochussen (18 de marzo de 1858 - 23 de febrero de 1860)
- Jacob van Zuylen van Nijevelt (14 de marzo de 1861 - 10 de noviembre de 1861)
- Schelto van Heemstra (10 de noviembre de 1861 - 1 de febrero de 1862)

### México
En México las candidaturas independientes han sido un tema pendiente en las reformas político-electorales que se han implementado en el país en la última década. Miguel Arroyo dice que “El Artículo 35 de la Constitución consagra el derecho fundamental de todo ciudadano para votar y ser votado para un cargo de elección popular, el cual forma parte de los derechos civiles y políticos reconocidos a nivel internacional. En la vida política y electoral de México, tal prerrogativa ya ha sido plenamente reconocida."
Durante varios años el derecho de postular candidatos a cargos por elección popular ha sido un privilegio de los partidos políticos, lo cual ha tenido como consecuencias el monopolio del poder por estos institutos políticos y la falta de una real democracia que permita la participación ciudadana. Un ciudadano sin afiliación partidista tenía derecho a ser votado cuando recurría a la figura de candidatura ciudadana, donde un partido político postula al ciudadano.
En diciembre de 2009 se presentó una reforma política previa a la vigente de 2014, la cual contempla varios instrumentos de participación ciudadana como el referéndum, el plebiscito y las candidaturas independientes, siendo presidente Felipe Calderón Hinojosa. En el año 2012 y después de su aprobación en 17 estados del país, la comisión permanente del congreso federal formuló la declaración de aprobación para que se realizaran los cambios constitucionales necesarios.
El 10 de febrero de 2014 se publicó en el Diario Oficial de la Federación la más reciente reforma electoral que, entre otras regulaciones, establece las que deben seguir los aspirantes a obtener una candidatura independiente a nivel federal, fijando los requisitos a cubrir para obtener el registro.
Al respecto es pertinente señalar que estas candidaturas existieron tiempo atrás, siendo considerado su primer antecedente desde el nacimiento de la nación mexicana, el contemplado en las Bases de Organización Política de la República Mexicana de 1843 y como su antecedente más reciente, la Ley Electoral de 1917.
Sin embargo y no obstante el avance que representa su aparición en la más reciente reforma en la materia, su reglamentación contempla requisitos excesivos que muy pocos aspirantes estarían en posibilidad de cumplir, situación reflejada en el número de candidatos independientes registrados para competir por una Diputación Federal por el principio de Mayoría Relativa en el Proceso Electoral Federal 2014-2015 que fue de solo 22 contra los 2,644 candidatos propietarios que registraron los 10 partidos políticos nacionales y las 2 coaliciones contendientes.
Desde 1920 han existido las candidaturas independientes, pero el partido de ese entonces en el poder y por abuso de autoridad reformó las leyes electorales, aún en contra del artículo 35 Constitucional de México.  En el año 2000, Wilbert Alonzo Cabrera, nacido en Mérida, Yucatán, lanzó su Candidatura Ciudadana a la Presidencia de México (dentro de las redes sociales), o también llamada Candidatura Independiente. Posteriormente, 500 líderes cívicos avecindados en Estados Unidos de Norteamérica, en varios grupos, fueron al Congreso Mexicano a exigir dichas candidaturas independientes, abolidas inconstitucionalmente en 1920, vía ley electoral y sin modificar el artículo 35 (DE VOTAR Y SER VOTADO),  de la Carta Magna Mexicana;  y además exigieron conforme a la constitución, el poder votar desde el extranjero en las elecciones generales. La Carta Magna de México no dice que para ser votado hay que pertenecer a ningún partido. La Ley Electoral, si lo exigía y así se violó la Constitución por más de 70 años.
En 1949, en Magdalena Sonora, Arturo Moreno Federico, fue candidato ciudadano independiente, resultando triunfador.
El 14 de marzo de 2013, la Suprema Corte de Justicia de la Nación valida las candidaturas independientes en el estado de Quintana Roo, una acción que sienta un precedente para que los demás estados empiecen a reglamentar sobre este tema.
El 7 de julio de 2013, en las Elecciones estatales de Zacatecas de 2013, Raúl de Luna Tovar se convirtió en el primer alcalde independiente electo de México por el municipio de General Enrique Estrada, Zacatecas.
El 10 de febrero de 2014, fue promulgada la reforma político electoral de México, en la que además de reconocerse plenamente las candidaturas independientes, se fortalece la figura al garantizar que los ciudadanos postulados a un cargo de elección popular por esta vía obtendrán recursos públicos y tiempo en radio y televisión.
El 7 de junio de 2015 se convirtió en un día importante para los independientes al ganar Jaime Rodríguez Calderón, exmilitante del PRI, en las elecciones por la gubernatura de Nuevo León, convirtiéndose en el primer gobernador electo por medio de la figura de candidaturas independientes.
Otros cinco candidatos independientes acompañaron el suceso:
- Manuel Clouthier Carrillo, hijo de Maquío (candidato a la Presidencia de México en 1988 por el PAN), se convirtió en el primer candidato independiente en ganar una diputación federal, al obtener el 42.3% de los votos;[10]
- César Valdés, se convirtió, con el 41% de los votos, en el primer candidato independiente en ser electo alcalde en el municipio de García, Nuevo León (municipio en el que Jaime Rodríguez Calderón había sido alcalde de 2009 a 2012);[10]
- Pedro Kumamoto, fue elegido diputado local con el 37.6% de los votos, el primero por la vía independiente por el X distrito local en Zapopan, Jalisco;[10]
- Alberto Méndez, con el 29.3% de los votos, se convirtió en el primer independiente en ganar en el municipio de Comonfort, Guanajuato;[10]
- Alfonso Martínez Alcázar, exmilitante del PAN, se convirtió en el primer candidato independiente electo por el municipio de Morelia, capital de Michoacán, al obtener el 27.56% de los votos.[10]

Los requisitos para ser candidatos independientes además de los requisitos que se les exige a los partidos políticos son los siguientes:
- Tener una asociación civil en la que se compruebe por lo menos como presidente de dicha asociación al presidente y al síndico.
- Tener una cuenta bancaria en donde se puedan depositar los montos que les otorguen las autoridades correspondientes en caso de tener éxito sus candidaturas.

#### Candidatura independiente a la presidencia de México 2018
El 7 de octubre de 2017, Jaime Rodríguez Calderón registró ante el Instituto Nacional Electoral (INE) su aspiración a ser candidato independiente a la presidencia de México en las elecciones federales de 2018. Para cumplir este objetivo debió recabar 876 mil firmas de apoyo ciudadano, equivalentes al 1% del padrón electoral y mantener este porcentaje en por lo menos 17 entidades federativas. Tras pedir licencia de su cargo de gobernador de Nuevo León, Rodríguez Calderón logró conseguir las firmas necesarias para obtener la candidatura presidencial independiente el 17 de enero de 2018, siendo el primer aspirante en conseguir los apoyos requeridos. El 15 de marzo de 2018, el INE declaró que de las firmas presentadas, 266 mil 357 estaban duplicadas, más de 500 mil tenían inconsistencias, 158 mil 532 estaban simuladas, más de 205 mil eran fotocopias, quedando debajo del margen solicitado con lo que no fue aceptado su registro. Siguiendo los procedimientos electorales, su abogado Javier N. Pro presentó ante el Tribunal Electoral del Poder Judicial de la Federación (TEPJF) tres recurso de inconformidad. El primero, solicitando una prórroga, fue rechazado. El 9 de abril el TEPJF realizó un sesión pública donde debatieron una queja y dieron por cuatro votos a favor con tres en contra el aval para que Rodríguez pueda aparecer en la boleta electoral.